# Atlanta Dream 2018
La stagione 2018 delle Atlanta Dream fu l'11ª nella WNBA per la franchigia.
Le Atlanta Dream vinsero la Eastern Conference con un record di 23-11. Nei play-off persero la semifinale con le Washington Mystics (3-2).

## Roster
| N° | Naz.                   | Ruolo | Sportivo             | Anno | Alt. | Peso |
| -- | ---------------------- | ----- | -------------------- | ---- | ---- | ---- |
| 1  | Stati Uniti (bandiera) | AC    | Elizabeth Williams   | 1993 | 191  | 87   |
| 2  | Stati Uniti (bandiera) | A     | Adaora Elonu         | 1990 | 185  | 75   |
| 3  | Stati Uniti (bandiera) | G     | Alexis Prince        | 1994 | 188  | 81   |
| 7  | Stati Uniti (bandiera) | G     | Brittney Sykes       | 1994 | 175  | 66   |
| 11 | Stati Uniti (bandiera) | G     | Blake Dietrick       | 1993 | 178  | 71   |
| 12 | Brasile (bandiera)     | C     | Damiris              | 1992 | 191  | 89   |
| 15 | Stati Uniti (bandiera) | G     | Tiffany Hayes        | 1989 | 178  | 70   |
| 20 | Stati Uniti (bandiera) | G     | Alex Bentley         | 1990 | 170  | 69   |
| 21 | Stati Uniti (bandiera) | G     | Renee Montgomery     | 1986 | 170  | 64   |
| 23 | Stati Uniti (bandiera) | G     | Layshia Clarendon    | 1991 | 175  | 64   |
| 25 | Stati Uniti (bandiera) | A     | Monique Billings     | 1996 | 193  | 80   |
| 33 | Stati Uniti (bandiera) | G     | Maggie Lucas         | 1991 | 178  | 72   |
| 34 | Stati Uniti (bandiera) | C     | Imani McGee-Stafford | 1994 | 201  | 91   |
| 35 | Stati Uniti (bandiera) | GA    | Angel McCoughtry     | 1986 | 185  | 73   |
| 51 | Stati Uniti (bandiera) | A     | Jessica Breland      | 1988 | 191  | 74   |

## Staff tecnico
- Allenatore: Nicki Collen
- Vice-allenatori: Mike Peterson, Darius Taylor
- Preparatore atletico: Jessica Cohen
- Preparatore fisico: Ashley Alexander